# Nossa Senhora das Neves (Francisco Henriques)
Nossa Senhora das Neves ou Virgem das Neves é uma pintura a óleo sobre madeira pintada cerca de 1509-11 pelo pintor de origem flamenga activo em Portugal no período do Manuelino Francisco Henriques para a Igreja de São Francisco (Évora) e que se encontra actualmente no Museu Nacional de Arte Antiga, em Lisboa.
A Igreja de S. Francisco pertencia ao Convento franciscano de Évora mas servia o Palácio Real que lhe estava adjacente sendo compreensível que a família real a quisesse dignificar dado que nela assistia a celebrações litúrgicas quando estava nesta cidade, o que na segunda dinastia portuguesa foi frequente. E foi assim que entre 1508 e 1512 Francisco Henriques se encarregou da decoração desta Igreja, que incluiu, para além do Políptico do Altar-mor, grandes painéis para as capelas laterais com diversas invocações estando a pintura Nossa Senhora das Neves integrada nessa campanha.
A pintura Nossa Senhora das Neves, que é um tema iconográfico raro na arte portuguesa, sofreu cortes na sua dimensão inicial, mas permanece visível a sua composição geral com a Virgem das Neves num primeiro plano, em maior escala, deixando o fundo livre para narrar dois episódios ligados à história desta devoção e à lenda da fundação da Basílica de Santa Maria Maior, em Roma.

## Descrição
Em primeiro plano, ocupando grande parte do lado esquerdo da da composição, está Nossa Senhora das Neves com o Menino Jesus ao colo que tem um colar de contas de coral à volta do pescoço, tendo ambos a cabeça nimbada. A Virgem Maria tem a envolvê-la um manto vermelho sobre um vestido verde com decote em bico que deixa ver a orla da camisa branca.
Em planos sucessivos estão representadas duas cenas alusivas ao milagre da Virgem das Neves, milagre associado à fundação da Igreja de Santa Maria Maggiore de Roma. Assim, no plano mais próximo, partindo do centro do quadro, encontra-se um compartimento inserido num edifício habitacional onde, numa cama de docel, está um casal deitado, estando o homem de mãos postas e a mulher com a cabeça coberta por um toucado. O homem é o fidalgo rico de Roma a quem aparece a Virgem Maria com o Menino ao colo, com as vestes das mesmas cores da representação principal, pedindo-lhe para na manhã seguinte ir até ao Monte Esquilino e, no local onde encontrasse neve, edificar uma igreja para a sua devoção.
A cena acima da anterior corresponde ao início da edificação da dita igreja no topo da colina que apareceu miraculosamente coberto de neve em pleno mês de Agosto, com o Papa Libério, a quem a Virgem Maria fizera a mesma revelação do fidalgo, reconhecível pelas vestes papais e tendo próximo de si um cardeal, um bispo e o fidalgo, a assinalar com uma pá o local onde a igreja será construída, estando a assistir membros do povo, da nobreza e do clero.
O quadro encontra-se parcialmente cortado no lado esquerdo, onde originalmente devem ter estado representados outros dois momentos da ocorrência do milagre, que foram a aparição da Virgem Maria ao Papa Libério (que estaria em baixo), e a oração de devoção do casal de fidalgos à Virgem Maria (que estaria em cima). Segundo Dagoberto Markl, a leitura seria feita de baixo para cima e da esquerda para a direita: 1. Sonho do Papa Libério; 2. Oração dos esposos fidalgos à Virgem; 3. Sonho do fidalgo com a aparição da Virgem; 4. Milagre da Neve.
Para esta reconstituição, Markl teve presente uma gravura publicada em 1515 pelo cónego Reitzmann para divulgação do culto de Nossa Senhora das Neves na Alemanha, ainda que refira que a fonte de Francisco Henriques deve ter sido outra.
Nesta segunda cena, entre os espectadores do acontecimento, há um que ostenta uma gorra com guizos, típica dos loucos, sendo, segundo Dagoberto Markl, uma personagem saída do universo de personagens do teatro de Gil Vicente.
Este quadro era um dos painéis que decoravam as capelas laterais da Igreja de São Francisco de Évora juntamente com Nossa Senhora da Graça com o Menino entre Santa Julita e São Querito (MNAA), O Profeta Daniel Julgando a Casta Susana (Museu Regional de Évora), Aparição de Cristo a Maria Madalena (MNAA); Pentecostes (MNAA) e São Cosme, São Tomé e São Damião (MNAA).
Desconhece-se a localização da Virgem das Neves na Igreja, mas segundo Dagoberto Markl, é possível que esta pintura estivesse colocada na Capela de Nossa Senhora da Guia.

## Apreciação
Para o historiador de arte José Luís Porfírio, os cortes sofridos por Nossa Senhora das Neves, que foi originalmente maior, ajudaram involuntariamente a dinamizar a composição pelo contraste nítido entre a figura da Virgem Maria e as cenas de interior e exterior que a ladeiam, nela se misturando, em doses equivalentes, a antiga sobriedade e economia da pintura portuguesa anterior e o esplendor de uma nova matéria capaz de conseguir, ou apenas tentar, efeitos renovados, por exemplo, no manto da Virgem Maria e o simulado véu do Menino Jesus.
José de Figueiredo, considerando que se deveria atribuir a autoria deste painel a Jorge Afonso, refere o seguinte sobre Nossa Senhora das Neves: "Há nesse painel um arcaísmo digno de nota para a história dos nossos costumes e que é ainda uma prova da nacionalidade portuguesa da pintura. Na cena figurada em primeiro plano, à direita dentro de um compartimento, onde a Virgem aparece a um juiz íntegro, este e a mulher são representados nus na cama em que descansam. Ora na época em que o quadro foi pintado, começo do século XVI, já a moda corrente lá fora, havia anos, entre gente desta categoria, era dormir vestido. Como em tudo, essa moda, que data do início da Renascença, chegou a Portugal com uns anos de atraso". Markl comenta que esta afirmação referindo que Francisco Henriques ou utilizou, como era natural, uma gravura mais antiga, talvez do século XV, ou se reportou a hábitos dos portugueses com o pintor vivia.